# Threadgoldita
La threadgoldita és un mineral de la classe dels fosfats. Rep el nom d'Ian Malcolm Threadgold (1929-1990), mineralogista de la Universitat de Sydney, Austràlia, qui el 1960 va descriure un mineral sense nom amb una estructura molt similar.

## Característiques
La threadgoldita és un fosfat de fórmula química Al(UO₂)₂(PO₄)₂(OH)·8H₂O. Va ser aprovada com a espècie vàlida per l'Associació Mineralògica Internacional l'any 1978. Cristal·litza en el sistema monoclínic.
Segons la classificació de Nickel-Strunz, la threadgoldita pertany a «08.EB: Uranil fosfats i arsenats, amb ràtio UO₂:RO₄ = 1:1» juntament amb els següents minerals: autunita, heinrichita, kahlerita, novačekita-I, saleeïta, torbernita, uranocircita, uranospinita, xiangjiangita, zeunerita, metarauchita, rauchita, bassetita, lehnerita, metaautunita, metasaleeïta, metauranocircita, metauranospinita, metaheinrichita, metakahlerita, metakirchheimerita, metanovačekita, metatorbernita, metazeunerita, przhevalskita, metalodevita, abernathyita, chernikovita, metaankoleïta, natrouranospinita, trögerita, uramfita, uramarsita, chistyakovaïta, arsenuranospatita, uranospatita, vochtenita, coconinoïta, ranunculita, triangulita, furongita i sabugalita.

## Formació i jaciments
Va ser descrita a la pegmatita de Kobokobo, situada al territori de Shabunda (Kivu Sud, República Democràtica del Congo). També ha estat descrita a Itàlia, Austràlia i els Estats Units.